# Schladen-Werla
Schladen-Werla ist eine Gemeinde im Landkreis Wolfenbüttel in Niedersachsen. Auf ihrer Fläche von 73,85 km² leben 8651 Einwohner.

## Geografie

### Geografische Lage
Die Gemeinde Schladen-Werla befindet sich im nördlichen Harzvorland insbesondere südlich des Oderwalds. Die Oker sowie ihre beiden Nebenflüsse Warne und Ilse verlaufen durch das Gebiet der Gemeinde.

### Gemeindegliederung
Schladen-Werla besteht aus insgesamt acht Ortsteilen, die zu vier Ortschaften zusammengefasst sind.
Ortschaften der Gemeinde Schladen-Werla sind Schladen (mit den Ortsteilen Schladen, Beuchte, Wehre und Isingerode),  Gielde (mit den Ortsteilen Gielde und Altenrode), Stadt Hornburg (mit Wohnplatz Tempelhof) und Werlaburgdorf.
Einwohnerzahl der acht Ortsteile (Gielde und Altenrode werden nicht getrennt erfasst) am 31. Mai 2018:
| Ortsteil                | Einwohnerzahl |
| ----------------------- | ------------- |
| Schladen                | 3974          |
| Stadt Hornburg          | 2457          |
| Gielde und Altenrode    | 762           |
| Werlaburgdorf           | 755           |
| Beuchte                 | 357           |
| Isingerode              | 340           |
| Wehre                   | 227           |
| Gemeinde Schladen-Werla | 8872          |

## Geschichte
Schladen-Werla wurde zum 1. November 2013 aus der Stadt Hornburg sowie den Gemeinden Gielde, Schladen und Werlaburgdorf gebildet. Die Samtgemeinde Schladen, in der die vier Kommunen zuvor zusammengeschlossen waren, wurde zum selben Termin aufgelöst. Der Gemeinderat und der Bürgermeister der neuen Gemeinde wurden bereits zuvor gewählt.
Hintergrund waren der Bevölkerungsrückgang und die Finanzschwäche der ehemaligen Kommunen, die mit einem erheblichen Aufbau an Kassenkrediten einherging. Ein von der Samtgemeinde Schladen zunächst angestrebter Zusammenschluss mit der Samtgemeinde Oderwald kam nicht zustande. Alle beteiligten Gemeinden stimmten danach dem Zusammenschluss zu einer Einheitsgemeinde zu, der eine Senkung der Verwaltungskosten ermöglichen soll. Das Land Niedersachsen hat zudem eine Zins- und Tilgungshilfe in Höhe von 11,4 Millionen Euro zugesagt.

## Politik

### Gemeinderat
Der Rat der Gemeinde Schladen-Werla besteht aus 22 Ratsfrauen und Ratsherren. Dies ist die festgelegte Anzahl für eine Gemeinde mit einer Einwohnerzahl zwischen 8.001 und 9.000 Einwohnern. Die 22 Ratsmitglieder werden durch eine Kommunalwahl für jeweils fünf Jahre gewählt.
Stimmberechtigt im Rat der Gemeinde ist außerdem der hauptamtliche Bürgermeister Andreas Memmert (parteilos).
Die letzte Kommunalwahl 2021 ergab das folgende Ergebnis:

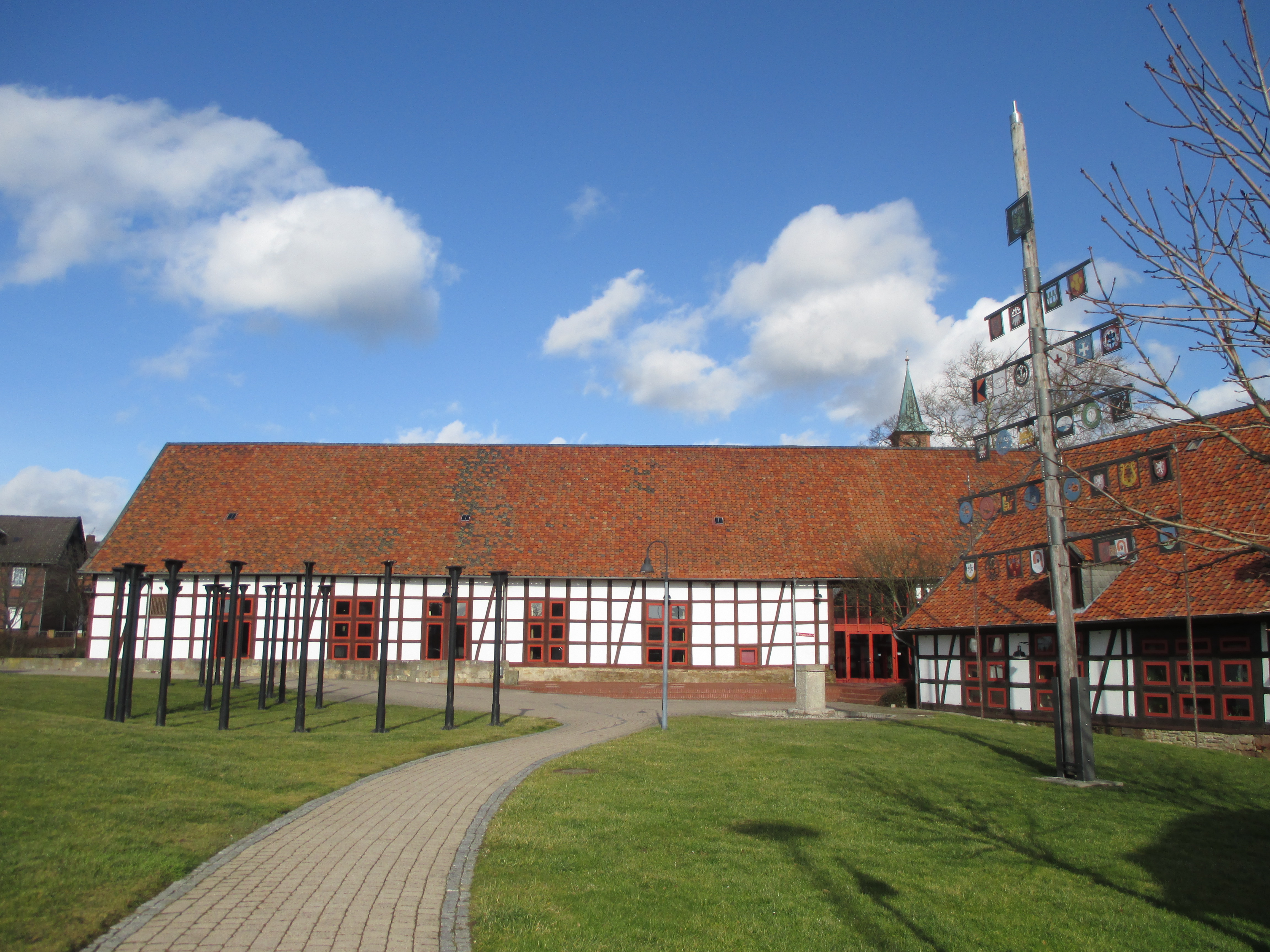
Gemeindeverwaltung von Schladen-Werla im Ortsteil Schladen

| Gemeinderat 2021Insgesamt 22 Sitze - SPD: 12 - FW: 1 - CDU: 7 - AfD: 2 |

### Bürgermeister
Bürgermeister ist Andreas Memmert. Memmert war bereits in der Samtgemeinde Schladen Bürgermeister.

### Wappen
Das Wappen der Gemeinde Schladen-Werla zeigt einen Zinnenschnitt am oberen Rand, einen Eichenbaum mit Eicheln in der Mitte und ein Wellenband am unteren Rand in den Farben grün/silber.

## Kultur und Sehenswürdigkeiten
- Auf dem Gebiet der Gemeinde, südöstlich von Werlaburgdorf, befand sich die Kaiserpfalz Werla.[11] Heute liegt dort mit einem gleichnamigen archäologischen Park der größte dieser Art in Norddeutschland.[12]
- Die Gielder Kirche wurde von 1844 bis 1847 in der jetzigen klassizistischen Form nach dem Abriss der Vorgängerkirche (um 1030) errichtet.[13]
- Die Altstadt des Ortsteils Stadt Hornburg ist mit ihren rund 400 unter Denkmalschutz stehenden Fachwerkhäusern ein Kulturdenkmal von großer Bedeutung.[14]
- Die erstmals im Jahr 994 urkundlich erwähnte, danach mehrfach zerstörte und wieder errichtete Burg Hornburg wurde zuletzt 1922 bis 1927 teilweise auf den alten Grundmauern rekonstruiert. Sie ist heute in Privatbesitz.[15]

## Wirtschaft und Infrastruktur

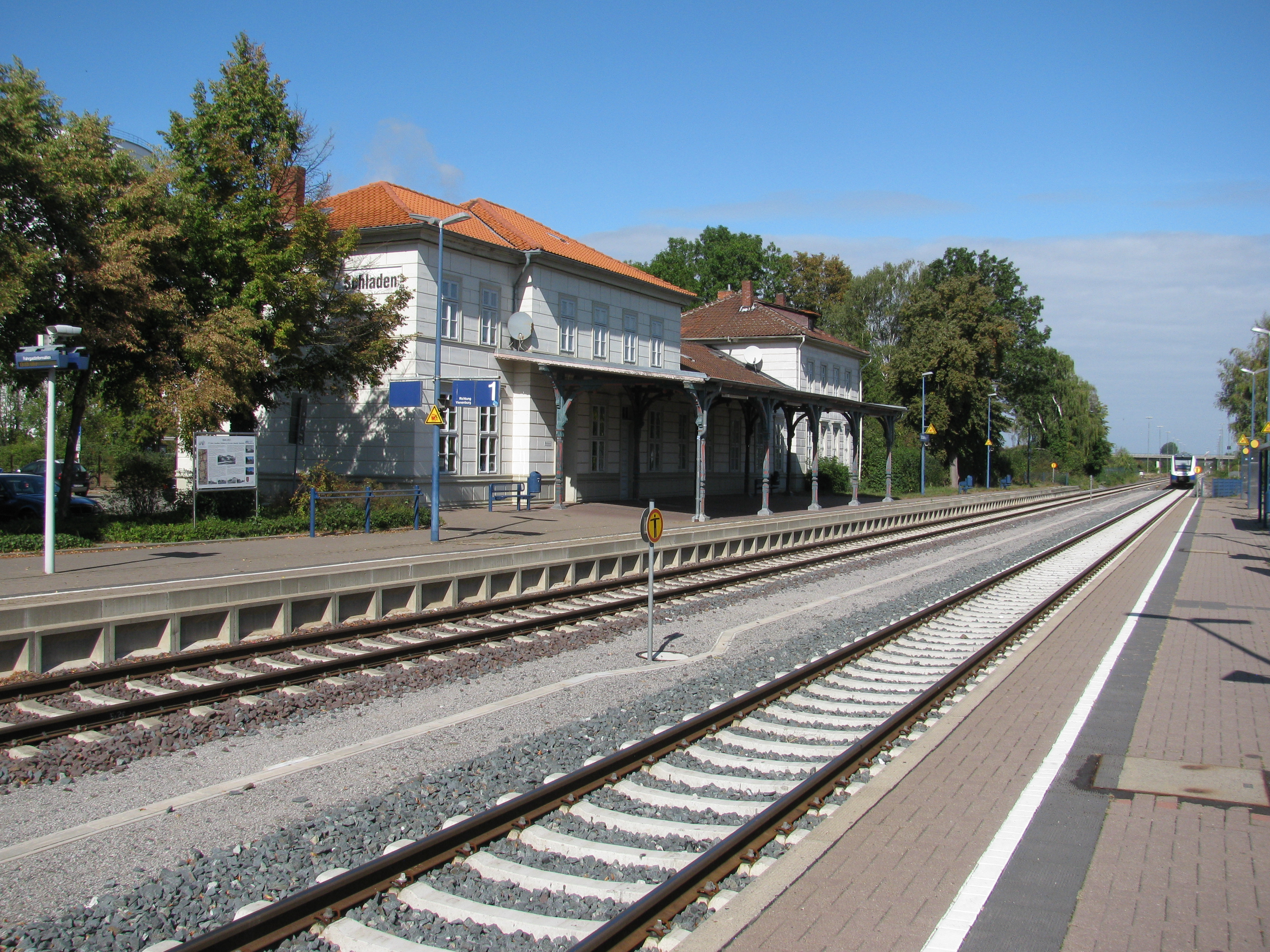
Bahnhof Schladen (Harz), 2019

### Individualverkehr
Die Gemeinde Schladen-Werla ist mit zwei Anschlussstellen der Bundesautobahn A 36 an das deutsche Autobahnnetz angeschlossen. Außerdem verläuft die Bundesstraße B 82 durch die Gemeinde.
Die B 4 führte ursprünglich durch das Gebiet der Gemeinde, wurde im Zuge des Baus der A 395 von Braunschweig nach Bad Harzburg in diesem Bereich aufgehoben bzw. hinabgestuft und in den betroffenen Straßenabschnitten auf Landesstraßenniveau zurückgebaut.

### Öffentlicher Nahverkehr
Schladen-Werla (Ortsteil Schladen) liegt an der Bahnstrecke Braunschweig–Bad Harzburg. Hier verkehren Regionalzüge in Richtung Braunschweig sowie Goslar und Bad Harzburg. Der Ortsteil Werlaburgdorf liegt an der Bahnstrecke Börßum–Kreiensen, die in diesem Abschnitt lediglich im Museumsverkehr genutzt wird. Die Bahnstrecke Wasserleben–Börßum, an der der Bahnhof Hornburg (Kr Wolfenbüttel) lag, ist stillgelegt.
Busverbindungen bestehen in Richtung Wolfenbüttel, Goslar sowie Osterwieck.